# Harpálice (satélite)
Harpálice (en griego antiguo Ἁρπαλύκη), o Jupiter XXII, es un satélite irregular de Júpiter. Descubierto por un grupo de astrónomos de la Universidad de Hawái en 2000 dirigido por Scott S. Sheppard, se le dio en un primer momento la designación provisional de S/2000 J 5.

En agosto de 2003, el satélite obtuvo su nombre definitivo que proviene de Harpálice,

la hija de Clímeno, rey de Arcadia.
Pertenece al grupo de Ananké, asteroides que en un pasado fueron capturados por la gravedad de Júpiter y convertidas en satélites.

Tiene cerca de 4 km de diámetro

y una apariencia grisácea (índice de color R-V = 0,43), similar a los asteroides de tipo C.

El satélite orbita alrededor del planeta a una distancia media de 21,064 millones de km en 624,542 días, con una inclinación de 147° de la eclíptica (147° de ecuador de Júpiter) y con una excentricidad de 0,2441.